# 宇気郷コミュニティバス
宇気郷コミュニティバス（うきさとコミュニティバス）は、三重県松阪市のコミュニティバスである。

## 概要
2005年（平成17年）7月11日運行開始。

## 現行路線

### 飯福田・柚原線
- 伊勢山上橋 - 飯福田寺前 - 袖原口

### 与原・深長線
- 与原・公民館前 - 伊勢寺神社前 - 伊勢寺小学校 - 深長口